# Unione Sportiva Avellino 2007-2008
Questa voce raccoglie le informazioni riguardanti l'Unione Sportiva Avellino nelle competizioni ufficiali della stagione 2007-2008.

## Stagione
Nella stagione 2007-2008 l'Avellino ha disputato il campionato di serie B, con 36 punti ha ottenuto il 19º posto, retrocedendo sul campo, perché per la prima volta da quando sono stati introdotti i Play-out, non si sono disputati, in quanto il divario tra quart'ultima l'Avellino, e la quint'ultima il Treviso era di nove punti, quindi più dei cinque, che è la forbice entro la quale ne avrebbe permesso la disputa. Quindi al Cesena, allo Spezia ed al Ravenna retrocesse in Serie C1, avrebbe dovuto aggiungersi anche l'Avellino. Il condizionale lo abbiamo usato, in quanto i lupi campani sono stati ripescati in agosto, al posto del Messina, non ammesso alla Serie B 2008-2009 per inadempienze finanziarie. Quindi a conti fatti, anche il quart'ultimo posto, si è rivelato prezioso. Tre gli allenatori che si sono alternati in questa stagione alla guida degli irpini, nella rincorsa dell'obiettivo di mantenere la categoria cadetta. Il miglior realizzatore stagionale dei biancoverdi è stato il calabrese Alessandro Pellicori arrivato in estate dal Cesena, autore di 18 reti in campionato. Nella Coppa Italia l'Avellino è stato subito eliminato dall'Ascoli nel primo turno.

## Rosa
| N. |                     | Ruolo | Calciatore            |
| -- | ------------------- | ----- | --------------------- |
| 1  | Italia (bandiera)   | P     | Raffaele Gragnaniello |
| 2  | Italia (bandiera)   | P     | Juri De Marco         |
| 3  | Italia (bandiera)   | D     | Vincenzo Moretti      |
| 3  | Italia (bandiera)   | D     | Riccardo Corallo      |
| 4  | Italia (bandiera)   | C     | Domenico Di Cecco     |
| 5  | Italia (bandiera)   | D     | Andrea Mengoni        |
| 6  | Italia (bandiera)   | D     | Simone Paolo Puleo    |
| 6  | Italia (bandiera)   | C     | Riccardo Nardini      |
| 7  | Italia (bandiera)   | D     | Marco Ascenzi         |
| 7  | Italia (bandiera)   | D     | Alessio Tombesi       |
| 8  | Italia (bandiera)   | C     | Alessandro Conticchio |
| 9  | Italia (bandiera)   | A     | Raffaele Biancolino   |
| 9  | Italia (bandiera)   | A     | Alessandro Pellicori  |
| 10 | Italia (bandiera)   | C     | Alessio Sestu         |
| 11 | Italia (bandiera)   | C     | Marco Stella          |
| 13 | Italia (bandiera)   | D     | Ciro Oreste Sirignano |
| 14 | Italia (bandiera)   | C     | Filippo Porcari       |
| 15 | Italia (bandiera)   | D     | Ivano Baldanzeddu     |
| 15 | Italia (bandiera)   | A     | Fabio Sperandeo       |
| 16 | Italia (bandiera)   | C     | Michele Forani        |
| 17 | Svizzera (bandiera) | C     | Ludovico Moresi       |
| 17 | Italia (bandiera)   | D     | Domenico Maietta      |
| 18 | Italia (bandiera)   | C     | Salvatore Sullo       |

| N.  |                     | Ruolo | Calciatore            |
| --- | ------------------- | ----- | --------------------- |
| 18  | Italia (bandiera)   | A     | Giacomo Cipriani      |
| 19  | Ungheria (bandiera) | A     | Krisztián Kenesei     |
| 20  | Italia (bandiera)   | A     | Arcangelo Ragosta     |
| 21  | Italia (bandiera)   | C     | Alberto Quadri        |
| 21  | Italia (bandiera)   | C     | Francesco Della Rocca |
| 22  | Italia (bandiera)   | D     | Alessio D'Andrea      |
| 23  | Italia (bandiera)   | C     | Giacomo Paniccia      |
| 23' | Italia (bandiera)   | D     | Gabriele Ulivi        |
| 24  | Italia (bandiera)   | D     | Francesco Carbone     |
| 25  | Italia (bandiera)   | D     | Stefano De Angelis () |
| 26  | Italia (bandiera)   | D     | Nicola Diliso         |
| 27  | Brasile (bandiera)  | D     | Rodrigo Defendi       |
| 28  | Italia (bandiera)   | C     | Maurizio Anastasi     |
| 29  | Italia (bandiera)   | C     | Gabriele Paonessa     |
| 30  | Italia (bandiera)   | A     | Alessandro Belleri    |
| 30  | Italia (bandiera)   | D     | Nicolò Cherubin       |
| 31  | Italia (bandiera)   | P     | Armando Pantanelli    |
| 32  | Italia (bandiera)   | C     | Andrea Bracaletti     |
| 76  | Italia (bandiera)   | P     | Gabriele Aldegani     |
| 88  | Italia (bandiera)   | C     | Diego Matarazzo       |
| 89  | Italia (bandiera)   | D     | Francesco Campanella  |
| 99  | Cile (bandiera)     | A     | Mario Salgado         |

## Risultati

### Campionato

#### Girone di andata
| Arbitro: | Scoditti (Bologna) |

|                |           |  |
| Pià 49’ (rig.) | Marcatori |  |

| Arbitro: | Orsato (Schio) |

|  |           |            |
|  | Marcatori | 77’ Corona |

| Arbitro: | Brighi (Cesena) |

|               |           |               |
| Lodi 38’, 69’ | Marcatori | 32’ Pellicori |

| Arbitro: | Tagliavento (Terni) |

|             |           |  |
| Salgado 16’ | Marcatori |  |

| Arbitro: | Ayroldi (Molfetta) |

|  |           |                              |
|  | Marcatori | 38’ (rig.) Valdes 85’ Munari |

| Arbitro: | Girardi (San Donà di Piave) |

|                                |           |  |
| Pellissier 72’, 82’ Obinna 87’ | Marcatori |  |

| Arbitro: | Velotto (Grosseto) |

|                                            |           |                      |
| Bernacci 30’ Soncin 73’ (rig.), 76’ (rig.) | Marcatori | 40’ (rig.) Pellicori |

| Arbitro: | Mazzoleni (Bergamo) |

|  |           |              |
|  | Marcatori | 75’ Padalino |

| Arbitro: | Herberg (Messina) |

|                            |           |                                  |
| Porchia 7’ Jeda 51’ (rig.) | Marcatori | 31’ Pellicori 87’ (rig.) Kenesei |

| Avellino 20 ottobre 2007, ore 16:00 10ª giornata | Avellino                  | 0 – 0 | AlbinoLeffe | Stadio Partenio\| Arbitro: \| Dondarini (Finale Emilia) \| |
| Arbitro:                                         | Dondarini (Finale Emilia) |       |             |                                                            |

| Arbitro: | Pinzani (Empoli) |

|              |           |  |
| Tamburini 1’ | Marcatori |  |

| Arbitro: | Banti (Livorno) |

|                                          |           |                      |
| Paonessa 28’, 35’ Sciaccaluga 43’ (aut.) | Marcatori | 13’ Succi 32’ Toledo |

| Arbitro: | Salati (Trento) |

|                          |           |             |
| Lazzari 24’ Paulinho 87’ | Marcatori | 78’ Salgado |

| Arbitro: | Cavarretta (Trapani) |

|                                |           |  |
| Pellicori 47’, 86’ Salgado 74’ | Marcatori |  |

| Arbitro: | Bergonzi (Genova) |

|                |           |  |
| Biancolino 36’ | Marcatori |  |

| Arbitro: | Lops (Torino) |

|                         |           |                   |
| Mengoni 25’ Salgado 72’ | Marcatori | 80’, 89’ Gorzegno |

| Pisa 8 dicembre 2007, ore 16:00 17ª giornata | Pisa          | 0 – 0 | Avellino | Stadio Arena Garibaldi\| Arbitro: \| Ciampi (Roma) \| |
| Arbitro:                                     | Ciampi (Roma) |       |          |                                                       |

| Arbitro: | Rosetti (Torino) |

|                                               |           |               |
| Sestu 10’ Salgado 35’ (rig.) Bracaletti 90+3’ | Marcatori | 3’ Cortellini |

| Arbitro: | Herberg (Messina) |

|                                     |           |                                  |
| Della Rocca 56’ Granoche 70’ (rig.) | Marcatori | 17’ Salgado 35’ (rig.) Pellicori |

| Arbitro: | Scoditti (Bologna) |

|                                       |           |                           |
| Kenesei 12’ Pellicori 52’, 84’ (rig.) | Marcatori | 27’ Cavalli 43’ Antonelli |

| Arbitro: | Valeri (Roma) |

|                                         |           |  |
| Possanzini 8’ Bazzani 79’ Dallamano 89’ | Marcatori |  |

#### Girone di ritorno
| Arbitro: | Girardi (San Donà di Piave) |

|             |           |              |
| Mengoni 68’ | Marcatori | 85’ Beghetto |

| Arbitro: | Scoditti (Bologna) |

|                       |           |  |
| Doga 18’ Do Prado 84’ | Marcatori |  |

| Arbitro: | Marelli (Como) |

|  |           |            |
|  | Marcatori | 90+2’ Lodi |

| Arbitro: | Trefoloni (Siena) |

|                                       |           |             |
| Moras 42’ Marazzina 64’ Valiani 90+3’ | Marcatori | 48’ Salgado |

| Arbitro: | Rocchi (Firenze) |

|                           |           |  |
| Corvia 42’ Abbruscato 85’ | Marcatori |  |

| Arbitro: | Farina (Novi Ligure) |

|             |           |                 |
| Salgado 47’ | Marcatori | 31’ Ciaramitaro |

| Arbitro: | N. Stefanini (Prato) |

|  |           |                           |
|  | Marcatori | 45+1’ Bernacci 75’ Soncin |

| Arbitro: | Salati (Trento) |

|            |           |  |
| Abbate 22’ | Marcatori |  |

| Arbitro: | Squillace (Catanzaro) |

|                          |           |                 |
| Salgado 3’ Pellicori 61’ | Marcatori | 55’ R. Vitiello |

| Arbitro: | Palanca (Roma) |

|                                |           |                                |
| Cellini 49’ (rig.) Ruopolo 68’ | Marcatori | 33’, 57’ Pellicori 54’ Salgado |

| Arbitro: | Tommasi (Bassano del Grappa) |

|             |           |            |
| Mangoni 25’ | Marcatori | 8’ Pinardi |

| Arbitro: | Girardi (San Donà di Piave) |

|  |           |             |
|  | Marcatori | 82’ Nardini |

| Arbitro: | Valeri (Roma) |

|  |           |                                             |
|  | Marcatori | 19’ Danilevicius 49’ Garofalo 68’ Graffiedi |

| Arbitro: | Tagliavento (Terni) |

|                             |           |               |
| Matteini 48’ Bernardini 59’ | Marcatori | 26’ Pellicori |

| Arbitro: | Palanca (Roma) |

|              |           |                                 |
| Cipriani 70’ | Marcatori | 21’ (rig.) Parisi 90+3’ Cordova |

| Arbitro: | Rocchi (Firenze) |

|                                |           |                           |
| Eliakwu 11’ (rig.) Zizzari 51’ | Marcatori | 32’ (rig.), 76’ Pellicori |

| Arbitro: | Mazzoleni (Bergamo) |

|                                       |           |             |
| Cipriani 9’ Pellicori 27’ Corallo 83’ | Marcatori | 24’ Juliano |

| Arbitro: | Giannoccaro (Lecce) |

|              |           |  |
| Cusaro 45+2’ | Marcatori |  |

| Arbitro: | Herberg (Messina) |

|                             |           |                                |
| Pellicori 83’, 90+4’ (rig.) | Marcatori | 58’ Della Rocca 82’ Allegretti |

| Arbitro: | Romeo (Verona) |

|              |           |  |
| Marchese 24’ | Marcatori |  |

| Arbitro: | Marelli (Como) |

|                     |           |            |
| Pellicori 8’ (rig.) | Marcatori | 4’ Rispoli |

### Coppa Italia

#### Primo turno
| Arbitro: | Scoditti (Bologna) |

|  |           |                  |
|  | Marcatori | 23’, 31’ Guberti |